# 황정서
황정서(1984년 10월 12일 ~ )는 대한민국의 배우이다.

## 주요 이력
2001년 연극배우 첫 데뷔하였다.

## 연기 활동

### 드라마
- 2010년 SBS 드라마스페셜 《검사 프린세스》 ... 부장검사 비서 역
- 2011년 SBS 《내게 거짓말을 해봐》 ... 현기준의 맞선녀 역
- 2011년 SBS 드라마스페셜 《시티헌터》 ... 천재만의 비서 역
- 2013년 SBS 드라마스페셜 《주군의 태양》 ... 지상우의 내연녀 역
- 2014년 MBC 일일 특별기획 《압구정 백야》 ... 조지아 역